# Термодрук
Термодрýк — це спосіб, що використовує спеціальний термочутливий папір. Прямий термодрук створює відображення шляхом вибіркового нагріву і охолодження невеликих елементів в термічній друкуючій головці, які контактують з папером, покритим хімічним шаром. Під час нагрівання папір темніє, що забезпечує контрастність символів штрихового коду. Цей спосіб завдяки керуванню комп'ютером нагрівальними елементами має можливість гнучкості при виборі знака штрихового коду та друку його з великою щільністю і чіткістю. Цей спосіб друку дозволяє швидко змінювати формат та зміст етикетки. Недоліком способу термодруку є те, що світла поверхня паперу з часом темніє під впливом температури або денного світла і штрихкодова позначка втрачає якість.